# Rocco Emanuele Pagliara
Rocco Emanuele Pagliara   (Baronissi, 26 de març de 1856 - Nàpols, 15 de maig de 1914) fou un crític musical i compositor italià.
Va fer de bibliotecari d'un Institut de Nàpols, i fou col·laborador de la Gazetta di Napoli.
Se li deuen: Rifleci nordici (traducció de l'alemany) i nombroses traduccions franceses i, a més, Intermazzi musicali (estudis crítics sobre diversos compositors), Romanze e fantasie, poesies líriques, etc.